# گلن ویترو
گلن ویترو (به انگلیسی: Glenn Withrow) (زاده ۲۴ نوامبر ۱۹۵۳) بازیگر آمریکایی است.
از فیلم‌هایی که وی در آن نقش داشته‌است می‌توان به انجمن پنبه و شوالیه‌های هالیوود اشاره کرد.